# Ipoella darwini
Ipoella darwini är en insektsart som beskrevs av Evans 1941. Ipoella darwini ingår i släktet Ipoella och familjen dvärgstritar. Inga underarter finns listade i Catalogue of Life.